# Thirty Minutes Over Tokyo
"Thirty Minutes Over Tokyo" är avsnitt 23 från säsong tio av Simpsons och sändes den 16 maj 1999. Efter att familjen Simpson blivit rånad av Snake Jailbird börjar de spara pengar och bokar sen en standby-biljett till Japan. Där börjar familjen utforska den japanska kulturen. Avsnittet skrevs av Donick Cary och Dan Greaney, medan Jim Reardon var regissör. Eftersom Homer i avsnittet kastar iväg den japanska kejsaren har avsnittet aldrig sänts i Japan.

## Handling
Lisa berättar för sin familj att hon vill besöka stadens nya Internetcafé, "Java server". Under besöket på Internetcaféet tittar Homer på sitt banksaldo samtidigt som Snake kommer över till caféet och rånar Homer genom att överföra alla Homers pengar till sin egen diskett.
Efter besöket på Internetcaféet får Marge reda på vad som hänt och är ledsen eftersom de pengarna skulle gått till familjens semester. På natten försöker då Homer göra inbrott hos Ned Flanders men blir upptäckt. Ned berättar att han har råd med en så dyr livsstil eftersom han inte köper det första bästa efter att ha blivit tipsad av Chuck Garabedian om hur man spar pengar. Homer besöker då ett seminarium, där Chuck förklarar för besökarna hur man kan spara pengar. Familjen börjar efter det handla på 33-cents butiken, efter en tid har de fått ihop pengar och köper standby-biljetter till Japan på flygplatsen.
Familjen checkar in på ett hotell i Japan och funderar på vad man ska göra under besöket. Lisa vill utforska den japanska kulturen, men Homer vill äta på Americatown. Lisa tvingas att ge med sig till att äta på den amerikanska restaurangen. Homer och  Bart besöker sen en sumoarena. Där frågar Homer en sumobrottare som kastar salt på arenan om han kan salta Homers kringla, men brottaren stjäl kringlan.
Homer blir då arg och tillsammans med Bart besegrar han sumbobrottaren. Kejsaren av Japan kommer då för att gratulera Homer. Men Homer är uppe i varv och kastar iväg honom till en container. Som ett resultat av det hamnar han och Bart i fängelse, där de lär sig japanska och får lära sig om japansk kultur tills Marge betalar borgen. Efter borgen har familjen bara en miljon yen kvar, Lisa berättar då att hon vill göra något japanskt men Homer och Bart är trötta på allt japanskt. Homer gör då en origami av deras enda sedel för att trösta Lisa, och sedeln flyger iväg. Familjen besöker då USA:s ambassad i Tokyo där ambassadören berättar att de måste söka jobb.
De börjar jobba i en fiskfabrik i Osaka, men alla utom Bart är missnöjda med jobbet. Under arbetstiden underhålls familjen av en TV där de sänder The Happy Smile Super Challenge Family Wish Show. De beslutar att delta i showen för att få biljetter hem till Springfield. I showen utsätts familjen för vad de anser vara tortyr men den japanska publiken ser det som underhållning. Så småningom får de sina biljetter, men de måste själva hämta dem från en hängbro över en aktiv vulkan. Familjen får tag i biljetterna men bron går sönder och hela familjen faller ner i vulkanen. Det visar sig dock att lavan bara är en apelsindryck med wasabi. Homer skäller ut den japanska befolkningen för hur de behandlar folk och berättar att de bör skämmas. Familjen åker hem, under hemresan blir flygplanet attackerat av Godzilla, Mothra, Gamera och Rodan, något som dock verkar vara normalt enligt flygkaptenen.

## Produktion
"Thirty Minutes Over Tokyo" regisserades av Jim Reardon och skrevs av Donick Cary och Dan Greaney. Avsnittet sändes på Fox den 16 maj 1999. Cary och Greaney skrev ett utkast på ett par dagar, och därefter skrevs stora delar om av de övriga författarna i serien. Ursprungligen skulle avsnittet handla om Homer köp av en förcolumbiansk vas på Internet. Titeln är en referens till 30 Seconds Over Tokyo, man hade från början tänkt skriva 22 i början eftersom avsnittet är så långt utan reklam. I avsnittet förekommer riktiga japanska ord som visningen av kategorierna som familjen får välja bland i The Happy Smile Super Challenge Family Wish Show.
På seminariet medverkar en figur som liknar maskoten för Monopol bredvid Mr. Burns. I avsnittet har Homer jamaicanska kläder eftersom de var mycket populära bland personalen som arbetar med i serien. I avsnittet köper Homer en fyrkantig vattenmelon, som förvandlar sig till en vanlig vattenmelon och går sönder direkt efter att han köpt den. I bakgrunden finns bilar som kör i vänstertrafik. Ursprungligen hade animatörerna ritat bilarna på den högra sidan. Detta påpekades av Tomi Yamaguchi, för i Japan har man vänstertrafik. På grund av detta fick animatörerna rita om hela scenen, och Yamaguchi fick rollen som teknisk rådgivare för avsnittet.
Talet som Homer höll till publiken i slutet på The Happy Smile Super Challenge Family Wish Show var från början mycket längre. Utseendet på den manliga kanadensare som också medverkar i The Happy Smile Super Challenge Family Wish Show är baserad på Neil Affleck. Rösten till den japanska servitören på Americatown spelades av Gedde Watanabe och programledaren Wink i The Happy Smile Super Challenge Family Wish Show, gjordes av George Takei. Denice Kumagai spelar i avsnittet en japansk mamma, Karen Maruyama en japansk flygvärdinna och Keone Young är rösten till summobrottare.

## Kulturella referenser
I Gilligan Unbound skriver Paul Cantor att "Thirty Minutes Over Tokyo" visar skillnaden som finns mellan den japanska och amerikanska kulturen. Vid sumobrottningsmatchen möter Homer den japanska kejsaren, efteråt hamnar de i fängelset där de får göra japanska saker. Efter att de blir frisläppta visar det sig att Bart och Homer kan japanska och Homer frågar Bart på japanska om de ska berätta för dem hemligheten till inre frid men Bart tycker inte de ska göra det för de utländska djävlarna. Homer utropar senare också D'oh! på japanska, trots att det är inte så man säger ordet i den japanska dubbningen utan där säger man samma som i den engelska dubbningen. När familjen besöker Americatown finns det flera hänvisningar till USA och restaurangen serverar endast amerikanska maträtter. I TV-programmet Happy Smile Super Challenge Family Wish Show berättar programledaren för familjen att i Japan är deras regler lite annorlunda, de hyllar kunskap och bestraffar okunnighet. TV-programmet är baserat på Za Gaman och Family Fortunes.
Datorerna på Internetcaféet är baserat på Apples iMac. I Flanders kök finns en anteckning med texten "I COR 6:911" som en referens till Första Korinthierbrevet. 
På kopparna i 33-cents butiken står det That '70s Show, en hänvisning till serien. Battling Seizure Robots är namnet på ett japanskt barnprogram som ger epilepsi som familjen ser på när de är i hotellet i Japan, programmet är baserat på avsnittet "Dennō Senshi Porygon" från Pokémon som gav hundratals barn epilepsi. Monstren som attackerar flygplanet är Godzilla, Gamera, Rodan och Mothra, alla är japanska monster. Scenen lades till efter att tre skådespelare i serien medverkat i filmen Godzilla.

## Mottagande
Avsnittet fick en Nielsen ratings på 8,0 vilket ger åtta miljoner tittare. Avsnittet finns på DVD-boxen Around The World In 80 D'Oh's. I I Can't Believe It's a Bigger and Better Updated Unofficial Simpsons Guide skriver Warren Martyn och Adrian Wood, att avsnittet är ett bra slut på säsongen och avsnittet är rasistiskt både mot japaner och amerikaner vilket gör avsnittet roligt. Jake MacNeill från Digital Entertainment News skriver att det är ett av säsongens bästa avsnitt. I DVD Town skriver James Plath att avsnittet har några roliga ögonblick. Colin Jacobson skriver i DVD Movie Guide att avsnittet är medieokert. Avsnittet är det enda som inte sänts i Japan eftersom Homer attackerar kejsaren. Avsnittet har studerats i University of California Berkeley för att behandla frågor av produktionen och mottagandet av kulturen i en satirisk tecknad show.